# Neopilumnoplax heterochir
Neopilumnoplax heterochir is een krabbensoort uit de familie van de Mathildellidae. De wetenschappelijke naam van de soort is voor het eerst geldig gepubliceerd in 1883 door Studer.